# Abadía de Bec
La abadía de Bec (en francés: abbaye Notre-Dame du Bec) es una abadía católica benedictina que actualmente pertenece a la congregación de Santa María de Monte Oliveto y situada en Le Bec-Hellouin, cerca de Brionne, Eure, Normandía, Francia. Fue fundada en 1034 por Herluin, caballero de Gilberto de Brionne.
Con la llegada del italiano Lanfranco, prior y maestre de la escuela monástica, y posteriormente de Anselmo de Canterbury, Bec se convirtió en uno de los principales focos de la vida intelectual del siglo XI. El futuro papa Alejandro II estudió en ella hacia 1050, así como varios legados y obispos.
Durante cerca de mil años, la abadía de Bec ha estado ligada históricamente a la catedral de Canterbury, a la que ha dado tres arzobispos.
La revolución francesa la dejó en ruinas, pero a partir de 1840 fue incluida en el catálogo de monumentos históricos de Francia. Actualmente está bajo gestión del Centro de los monumentos nacionales. Recuperó en 1948 su vida monástica gracias a los monjes benedictinos, siendo desde 1996 el abad Paul-Emmanuel Clénet.
La abadía se compone actualmente de la sala capitular, el claustro (siglo XVII) y los edificios conventuales (siglo XVIII). De la gran iglesia de la abadía (siglo XIV) únicamente quedan los cimientos, por lo que la iglesia actual se encuentra en el antiguo refectorio. El conjunto está presidido por la torre de San Nicolás (siglo XV).